# خارپشت بیابانی
خارپشت بیابانی (نام علمی: Paraechinus aethiopicus) پستانداری است که در سرده خارپشت‌های بیابانی قرار دارد. این حیوان شباهت بسیاری به خارپشت برانت دارد و به سان آن در میانه پیشانیش یک قسمت عریان وجود دارد. خارهای کلفتی ندارد ولی متراکم هستند. درازای خارها به ۲۷ میلی‌متر می‌رسند. رنگ کلی بدن این خارپشت مانند خارپشت گوش‌بلند، گندمی است. 
این خارپشت یکی از کوچک جثه ترین خارپشت ها بوده و معمولا بین 14-28 سانتی متر طول و بین 280-510 گرم وزن دارد. این خارپشت خارهای نسبتا بلندی دارد و گرفتن یا شکار کردنش نسبتا دشوار است.
طول دوران بارداری این خارپشت حدود 30 تا 40 روز است و خارپشت مادر در هر سال یک بار  زایمان کرده و تا شش نوزاد به دنیا می آورد. نوزادها کور و کر هستند و خارهایشان جهت جلوگیری از آسیب به مادر طی زایمان در زیر پوستشان مخفی است و خارها پس از ساعاتی شروع به رشد می کنند. این گونه دارای جمعیت بزرگی بوده و پراکندگی وسیعی در مناطق و کشورهای مختلف دارد و در حال حاضر نگرانی خاصی این گونه را تهدید نمی کند. 

## زیستگاه
صحرای بزرگ آفریقا، الجزایر، چاد، جیبوتی، مصر، اریتره، ایران، عراق، اسرائیل، اردن، کویت، لیبی، مالی، موریتانی، مراکش، نیجر، عمان،عربستان سعودی، سومالی، سودان، سوریه، تونس، امارات متحده عربی، یمن و اتیوپی زیستگاه این جانور است.